# Mediterranea (navio de cruzeiro)
O Mediterranea é um navio de cruzeiros da Classe Spirit.

## Construção
O navio do tipo Panamax construído pelo estaleiro "Kvaerner Masa-Yards (KMY)" Helsinki, Finlândia, tem as dimensões que permite a sua passagem pelo Canal do Panamá.
Costa Mediterranea conta com um sistema diesel-elétrico, constituído por seis motores diesel do tipo "Wärtsilä NSD 9L46D" com uma potência total de 62.370 kW, cada um ligado a um alternador que produzem a eletricidade para a rede elétrica do navio. A propulsão é feita por dois motores azimutais elétricos, com uma potência de 17,6 MW cada.

## Meio ambiente
Costa Mediterranea adota os padrões "R.I.N.A. Green Star"  que o colocam como "Clean Sea" e "Clean Air". Ele adotou rígidas especificações em seu desenho e operações com o objetivo de proteger o meio ambiente, mantendo o ar e o mar limpo. Os motores do navio emitem baixos índices de gases. É utilizado combustível de baixo teor de enxofre. Os incineradores de lixo adotam padrões não poluentes e o material reciclável passa por um processo de seleção e empacotamento.

## Acomodações
A decoração do navio é inspirada nos antigos palácios da Itália  A ponte de comando do navio está localizada no deck 8, Pegaso.
Os decks do navio, em número de dezesseis, sendo doze acessados pelos passageiros homenageiam personagens mitológicas. São lembrados, Medeia (ponte 12, a mais alta) aonde esta localizado o deck aberto; Pandora (ponte 11) aonde fica a varanda Meduza e quadra de esportes; Cleopatra (ponte 10) aonde ficam o Club Medusa, o Ginásio Olímpia e solário; na ponte Armonia (ponte 9) estão as termas Ischia, as piscinas Cadmo e Armonia, o restaurante "Perla del Lago", a "Pizzaria Possilipo", os bares Armonia e Apolo, além de um salão de beleza; os decks Pegaso (ponte 8); Prometeo (ponte7), Narciso (ponte 6), e Orfeo (ponte 5) e Teseo (ponte 4) estão destinadas as cabines,assim como parte da Circe (ponte 1). 
O teatro Osíris, com três níveis ocupa parte das pontes (Teseo), Bacco (ponte 3) e Tersicore (ponte 2). Os restaurantes ocupam as pontes 2 e 3, o Cassino Canal Grande fica no piso Tersicore.
O navio dispõe de três piscinas, cinco restaurantes, quinze elevadores, os restaurantes são áreas de não fumantes.
O Costa Mediterranea realiza cruzeiros na América do Sul, Norte de Europa e Mediterrâneo.